# Ironman 70.3 Weltmeisterschaft 2009
Die 4. Ironman-70.3-Weltmeisterschaft war die zwischen Januar und November 2009 in 18 Ländern ausgetragene Ironman-Triathlon-Rennserie der World Triathlon Corporation.

## Organisation
Neben der Ironman-Rennserie über 3,8 km Schwimmen, 180 km Radfahren und 42,195 km Laufen besteht ein Ironman-70.3-Triathlon aus der Hälfte der klassischen Ironmandistanz. Bei einem Ironman-70.3-Rennen werden dementsprechend 1,9 km geschwommen (und somit leicht abweichend von der gebräuchlichen 2-km-Distanz der Mittelstrecke), 90 km auf dem Rad zurückgelegt und als Abschlussdisziplin ist die Halbmarathon-Strecke über 21,1 km laufend zu bewältigen. Aus der Gesamtdistanz von 113 km bzw. 70,3 Meilen leitet sich auch der Name ab.
Die Ironman-70.3-Weltmeisterschaft findet in Clearwater, Florida in den USA statt. Bei den Qualifikationsrennen auf der ganzen Welt kann man sich, genau wie bei einem Ironman-Rennen, für die Ironman-70.3-Weltmeisterschaft qualifizieren.
Die Ironman-70.3-Serie umfasste für das Jahr 2009 34 Bewerbe, die eine Qualifikation für die Weltmeisterschaft 2009 am 14. November in Clearwater (Florida) ermöglichten.

## Siegerliste
| Datum         | Event                                                 | Sieger Frauen           | Sieger Männer          |
| ------------- | ----------------------------------------------------- | ----------------------- | ---------------------- |
| 18. Jan. 2009 | Spec-Savers Ironman 70.3 South Africa                 | Lucie Zelenková         | Raynard Tissink        |
| 18. Jan. 2009 | Cristal Ironman 70.3 Pucón                            | Heather Gollnick        | Oscar Galindez         |
| 8. Feb. 2009  | Snap Ironman 70.3 Geelong                             | Samantha Warriner       | Craig Alexander        |
| 22. März 2009 | Aviva Ironman 70.3 Singapore                          | Jodie Swallow           | Craig Alexander -2-    |
| 4. Apr. 2009  | Ironman 70.3 California                               | Mirinda Carfrae         | Matthew Reed           |
| 5. Apr. 2009  | Ochsner Ironman 70.3 New Orleans                      | Natascha Badmann        | Brent McMahon          |
| 19. Apr. 2009 | Ironman 70.3 China                                    | Amanda Balding          | Chris McCormack        |
| 3. Mai 2009   | St. Croix Ironman 70.3                                | Catriona Morrison       | Timothy O’Donnell      |
| 17. Mai 2009  | Ironman 70.3 Florida                                  | Leanda Cave             | Dirk Bockel            |
| 24. Mai 2009  | Ironman 70.3 Austria                                  | Sandra Wallenhorst      | Chris McCormack -2-    |
| 30. Mai 2009  | Ironman 70.3 Hawaii                                   | Belinda Granger         | Craig Alexander -3-    |
| 7. Juni 2009  | Ironman 70.3 Switzerland                              | Sarah Schütz            | Ronnie Schildknecht    |
| 13. Juni 2009 | Ironman 70.3 Boise                                    | Magali Tisseyre         | Craig Alexander -4-    |
| 14. Juni 2009 | Ironman 70.3 Kansas                                   | Chrissie Wellington     | Luke Bell              |
| 14. Juni 2009 | Ironman 70.3 UK                                       | Catriona Morrison -2-   | Philip Graves          |
| 14. Juni 2009 | Eagleman Ironman 70.3                                 | Mirinda Carfrae -2-     | Terenzo Bozzone        |
| 28. Juni 2009 | Ironman 70.3 Buffalo Springs Lake                     | Amy Marsh               | Paul Matthews          |
| 12. Juli 2009 | Amica Ironman 70.3 Rhode Island                       | Michellie Jones         | Michael Lovato         |
| 19. Juli 2009 | Vineman Ironman 70.3                                  | Pip Taylor              | Joseph Gambles         |
| 1. Aug. 2009  | Whirlpool Ironman 70.3 Steelhead                      | Samantha Warriner -2-   | Andy Potts             |
| 2. Aug. 2009  | Antwerp Ironman 70.3                                  | Sofie Goos              | Marino Vanhoenacker    |
| 2. Aug. 2009  | Ironman 70.3 Calgary                                  | Mirinda Carfrae         | Timothy O’Donnell -2-  |
| 16. Aug. 2009 | Ironman 70.3 Germany                                  | Yvonne van Vlerken      | Sebastian Kienle       |
| 16. Aug. 2009 | Ironman 70.3 Lake Stevens                             | Becky Lavelle           | Joseph Gambles -2-     |
| 23. Aug. 2009 | Ironman 70.3 Timberman                                | Chrissie Wellington -2- | Andy Potts -2-         |
| 23. Aug. 2009 | Cobra Ironman 70.3 Philippines                        | Lisa Bentley            | Terenzo Bozzone -2-    |
| 29. Aug. 2009 | Ironman 70.3 Brasil                                   | Vanessa Gianinni        | Santiago Alves Ascenco |
| 6. Sep. 2009  | Monaco Ironman 70.3                                   | Christel Robin          | Axel Zeebroek          |
| 13. Sep. 2009 | Subaru Ironman 70.3 Muskoka                           | Mirinda Carfrae -3-     | Craig Alexander -5-    |
| 20. Sep. 2009 | Cancun Ironman 70.3                                   | Michellie Jones -2-     | Oscar Galindez -2-     |
| 27. Sep. 2009 | Ironman 70.3 Augusta                                  | Laura Bennett           | Greg Bennett           |
| 4. Okt. 2009  | Ironman 70.3 Putrajaya (verschoben vom 26. Juli 2009) | Rachael Paxton          | Jan Řehula             |
| 25. Okt. 2009 | Longhorn Ironman 70.3 Austin                          | Joanna Zeiger           | Richie Cunningham      |
| 14. Nov. 2009 | Foster Grant Ironman World Championship 70.3          | Julie Dibens            | Michael Raelert        |